# 공중기동작전사단
공중기동작전사단(空中機動作戰師團, 독일어: Division Luftbewegliche Operationen (DLO))은 바이에른주 운터프랑켄현 뷔르츠부르크군 파이츠회히하임에 본부를 두고 있었던 독일 연방방위군 육군의 공수 사단이다. 표어는 독일 육군 항공대와 똑같이 "독일어: Nach vorn!(→나아가라! / 앞으로)"이다.
2002년 7월 1일에 창설되었다. 2011년 10월 독일 연방 국방부는 연방방위군의 재조직화 및 감축을 공표하였고, 사단 사령부는 2014년 7월 1일에 해체되었다. 남은 부대는 제10기갑사단과 신속병력사단에 병합되고 지크마린겐으로 옮겨갔다.

## 파병 기록
- SFOR - 보스니아 헤즈고비니아, 2003년 종료
- KFOR - 코소보, 2003년 종료
- 2005년 남아시아 지진 - 파키스탄, 2005년 ~ 2006년
- EUFOR RD 콩고 - 콩고 민주 공화국, 2006년
- 국제 안보 지원군 - 아프가니스탄, 2002년 ~ 2014년

## 구조

### 배속
- 육군사령부; 2002년 7월 1일

### 편성

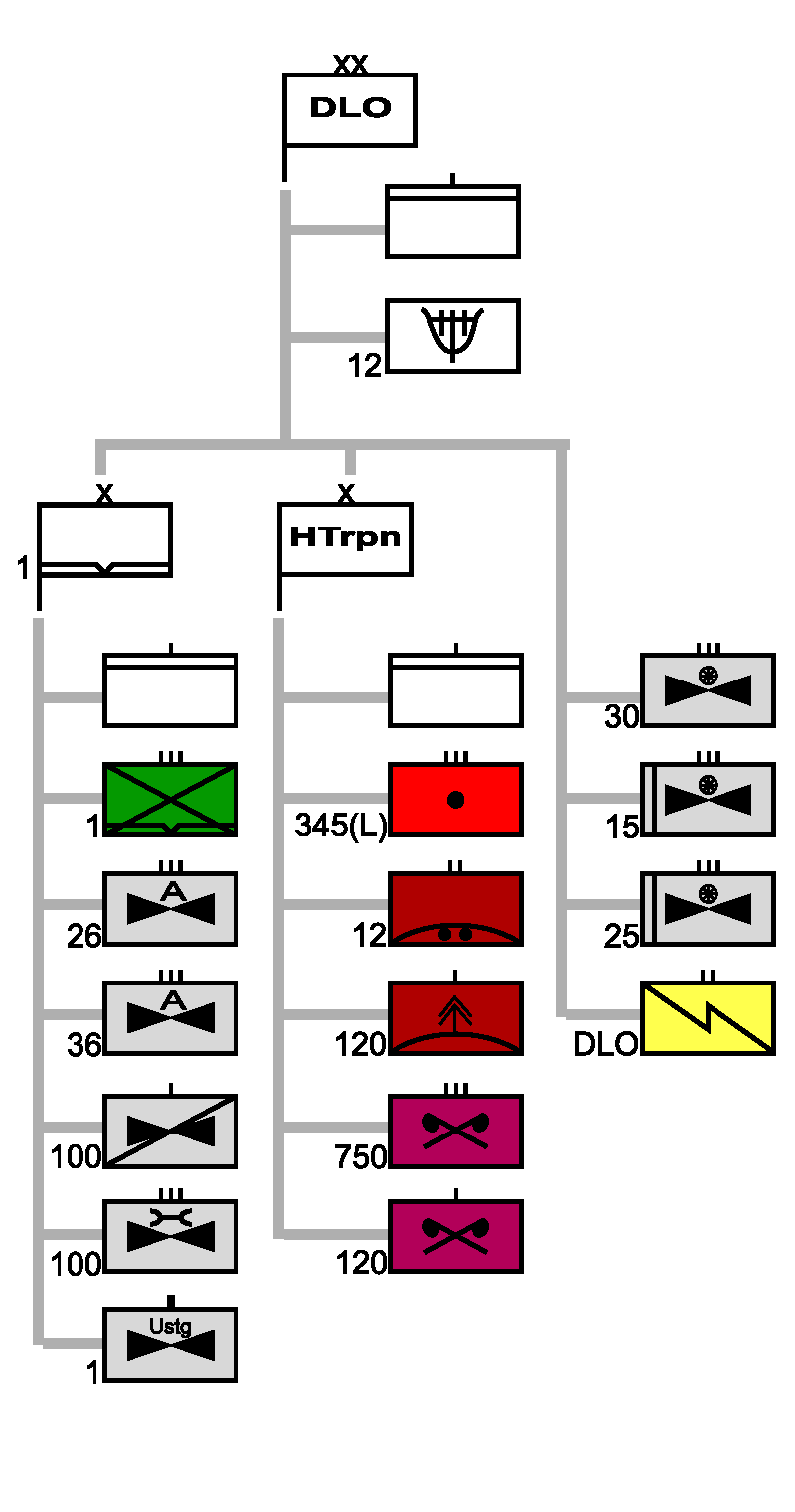
공중기동작전사단(DLO)의 편성 구조

- 제1공중기동여단
  -  간부중대
  -  제1엽병연대
  -  제10경량수송헬기연대
  -  제26공격헬기연대
  -  제36공격헬기연대
- 전투지원여단; 2012년 12월 31일, 해체
- 제345포병시범연대
- 제750CBRN방호연대; 2013년 4월 23일, 해체
- 제12기갑방공대대
- 제120경CBRN방호중대; 2013년 4월 23일, 해체
- 제300경방공중대
- 제15중형수송헬기연대; 2013년 3월 7일, 해체
- 제25중형수송헬기연대; 2013년 3월 5일, 해체
- 제30경량수송헬기연대
- 제12경비대대
- 통신대대
- 제12군악대

## 같이 보기
- 독일 연방방위군
- 독일 육군